# Campionati italiani di taekwondo del 2021
I Campionati italiani di taekwondo del 2021 sono stati organizzati dalla Federazione Italiana Taekwondo e si sono svolti all'interno della E-Work Arena di Busto Arsizio in Lombardia, in data 20 novembre 2021.
L'evento, riservato alle cinture nere senior, ha assegnato medaglie in otto categorie di peso diverse sia agli uomini che alle donne.
Si è trattata della cinquantunesima edizione dei campionati.

## Podi

### Uomini
| Categoria               | Partecipanti | Oro                                        | Argento                                            | Bronzo                                                                                      |
| fino a 54 kg (dettagli) | 19 atleti    | Andrea Conti (Nrgym Taekwondo Arezzo)      | Nicolas Legari Ballerini (Asd Taekwondo Tricolore) | Davide Ditta Esercito Mario Veneziano (Asd Aerodance Sport Libertas)                        |
| fino a 58 kg (dettagli) | 33 atleti    | Antonio Flecca Vigili del Fuoco            | Giuseppe Foti (Asd Tiger's Den)                    | Matias Lomartire (Asd Taekwondo Talenti) Giorgio Giovanni Giannotta (Evolution Tkd Palermo) |
| fino a 63 kg (dettagli) | 36 atleti    | Daniel Lo Pinto (Asd Taekwondo 16)         | Agostino Ferrara (Tkd Gold Team)                   | Antonio Falco Esercito Nouralden Ibrahim (Asd Olympic Taekwondo Academy)                    |
| fino a 68 kg (dettagli) | 37 atleti    | Simone Crescenzi Esercito                  | Angelo Adda (Asd CS Canguro)                       | Emanuele Venelante (Asd Sport Village Campania) Gabriele Caulo Esercito                     |
| fino a 74 kg (dettagli) | 32 atleti    | Samuele Baliva (Asd Centro Tkd Celano)     | Davide Spinosa Fiamme Oro                          | Luciano Bonaccorso (Asd Tkd Sport Center) Lorenzo De Angelis (Asd Hwarang Sporting Club)    |
| fino a 80 kg (dettagli) | 9 atleti     | Simone Alessio Vigili del Fuoco            | Moreno Monticelli (Marassi Tkd)                    | Luigi Valentino (Asd Condor) Gabriele Calandrino (Asd Taekwondo Sport Center)               |
| fino a 87 kg (dettagli) | 11 atleti    | Matteo Marjanovic (Asd Olimpic Tkd Verona) | Daniele Leardini (Fesam - San Marino SMR)          | Jacopo Berneschi (Asd Taekwondo Tricolore) Francesco Irco (Tkd Medicina)                    |
| oltre 87 kg (dettagli)  | 9 atleti     | Alfredo Talotti (Olimpo Futurama Tkd Asd)  | Luigi Della Pia (Squadra Mediterranea Asd)         | Nicola La Mura (D & F Arabesque) Roberto Lanzi (Champions Tkd Lo Iacono)                    |

### Donne
| Categoria               | Partecipanti | Oro                                            | Argento                                          | Bronzo                                                                                  |
| fino a 46 kg (dettagli) | 14 atlete    | Veronica Pau (Centro Tkd San Sperate)          | Martina Ladduca Fiamme Oro                       | Alessia Greco (Pol. Libertas Jesi Tkd Club) Chiara Lezzi (Centro Tkd Ascanio)           |
| fino a 49 kg (dettagli) | 21 atlete    | Martina Corelli Esercito                       | Ilaria Genitoni (Asd Taekwondo Tricolore)        | Clara Forma (Pol. 'Barbagia di Ollolai') Sofia Ciarlo (Olimpia)                         |
| fino a 53 kg (dettagli) | 24 atlete    | Sarah Al Halwani (Pol. Libertas Jesi Tkd Club) | Virginia Maestro (Torino Tkd Union)              | Noemi Manzolli (Asd Taekwondo 16) Ilenia Elisabetta Matonti (Asd Bentis)                |
| fino a 57 kg (dettagli) | 18 atlete    | Giada Al Halwani Fiamme Oro                    | Giada Lagi (Asd Taekwondo Viareggio)             | Mariangela Fabiano (Asd Athlon) Giorgia Cancellieri (Accademia Dorica)                  |
| fino a 62 kg (dettagli) | 16 atlete    | Paulina Armeria Fiamme Oro                     | Giada Giunta (Soc. Coop. Activa Fit SD)          | Elisa Al Halwani (Pol. Libertas Jesi Tkd Club) Giorgia Pirino (Scuola Taekwondo Genova) |
| fino a 67 kg (dettagli) | 9 atlete     | Daniela Rotolo Fiamme Oro                      | Luna De Matteo (Dragons Tkd Academy)             | Cristina Gaspa Esercito Elisabetta Nestovito (Asd Blue World)                           |
| fino a 73 kg (dettagli) | 6 atlete     | Maristella Smiraglia Carabinieri               | Martina Di Palma (Centro Arti Marziali Pavia)    | Natalia d'Angelo Fiamme Oro Stefanie Kerschbamer (Zadra Fighting)                       |
| Oltre 73 kg (dettagli)  | 5 atlete     | Laura Giacomini Carabinieri                    | Alessandra Ilic (Accademia Veneta Tkd Team 2000) | Simona Ascolese (Asd Bentis) Eleonora Locci (Aesse Tkd Academy)                         |

## Medagliere società
| Pos. | Società                        | Oro | Argento | Bronzo |   |
| ---- | ------------------------------ | --- | ------- | ------ | - |
| 1    | Fiamme Oro                     | 3   | 2       | 1      | 6 |
| 2    | Esercito                       | 2   | 0       | 4      | 6 |
| 3    | Carabinieri                    | 2   | 0       | 0      | 2 |
| 3    | Vigili del Fuoco               | 2   | 0       | 0      | 2 |
| 4    | Pol. Libertas Jesi Tkd Club    | 1   | 0       | 2      | 3 |
| 5    | Asd Taekwondo 16               | 1   | 0       | 1      | 2 |
| 6    | Centro Tkd San Sperate         | 1   | 0       | 0      | 1 |
| 6    | Olimpo Futurama Tkd Asd        | 1   | 0       | 0      | 1 |
| 6    | Nrgym Taekwondo Arezzo         | 1   | 0       | 0      | 1 |
| 6    | Asd Centro Tkd Celano          | 1   | 0       | 0      | 1 |
| 6    | Asd Olimpic Tkd Verona         | 1   | 0       | 0      | 1 |
| 7    | Asd Taekwondo Tricolore        | 0   | 2       | 1      | 3 |
| 8    | Squadra Mediterranea Asd       | 0   | 1       | 0      | 1 |
| 8    | Accademia Veneta Tkd Team 2000 | 0   | 1       | 0      | 1 |
| 8    | Torino Tkd Union               | 0   | 1       | 0      | 1 |
| 8    | Fesam - San Marino SMR         | 0   | 1       | 0      | 1 |
| 8    | Asd CS Canguro                 | 0   | 1       | 0      | 1 |
| 8    | Marassi Tkd                    | 0   | 1       | 0      | 1 |
| 8    | Soc. Coop. Activa Fit SD       | 0   | 1       | 0      | 1 |
| 8    | Asd Taekwondo Viareggio        | 0   | 1       | 0      | 1 |
| 8    | Tkd Gold Team                  | 0   | 1       | 0      | 1 |
| 8    | Asd Tiger's Den                | 0   | 1       | 0      | 1 |
| 8    | Centro Arti Marziali Pavia     | 0   | 1       | 0      | 1 |
| 8    | Dragons Tkd Academy            | 0   | 1       | 0      | 1 |
| 9    | Asd Bentis                     | 0   | 0       | 2      | 2 |
| 10   | Olimpia                        | 0   | 0       | 1      | 1 |
| 10   | Aesse Tkd Academy              | 0   | 0       | 1      | 1 |
| 10   | Tkd Medicina                   | 0   | 0       | 1      | 1 |
| 10   | Asd Aerodance Sport Libertas   | 0   | 0       | 1      | 1 |
| 10   | D & F Arabesque                | 0   | 0       | 1      | 1 |
| 10   | Asd Athlon                     | 0   | 0       | 1      | 1 |
| 10   | Asd Taekwondo Talenti          | 0   | 0       | 1      | 1 |
| 10   | Accademia Dorica               | 0   | 0       | 1      | 1 |
| 10   | Centro Tkd Ascanio             | 0   | 0       | 1      | 1 |
| 10   | Asd Tkd Sport Center           | 0   | 0       | 1      | 1 |
| 10   | Asd Blue World                 | 0   | 0       | 1      | 1 |
| 10   | Champions Tkd Lo Iacono        | 0   | 0       | 1      | 1 |
| 10   | Asd Condor                     | 0   | 0       | 1      | 1 |
| 10   | Evolution Tkd Palermo          | 0   | 0       | 1      | 1 |
| 10   | Asd Hwarang Sporting Club      | 0   | 0       | 1      | 1 |
| 10   | Pol. 'Barbagia di Ollolai'     | 0   | 0       | 1      | 1 |
| 10   | Asd Olympic Taekwondo Academy  | 0   | 0       | 1      | 1 |
| 10   | Scuola Taekwondo Genova        | 0   | 0       | 1      | 1 |
| 10   | Asd Sport Village Campania     | 0   | 0       | 1      | 1 |
| 10   | Zadra Fighting                 | 0   | 0       | 1      | 1 |
| 10   | Asd Taekwondo Sport Center     | 0   | 0       | 1      | 1 |